# الرقيب (أسماء الله الحسنى)
الرقيب هو من أسماء الله الحسنى، على وزن فعيل بصيغة المبالغة، ومعناه: المطلع على ما أكنته الصدور، القائم على كل نفس بما كسبت.

## في القرآن الكريم
قد ورد في القرآن ثلاث مرات:
- ﴿يَا أَيُّهَا النَّاسُ اتَّقُوا رَبَّكُمُ الَّذِي خَلَقَكُمْ مِنْ نَفْسٍ وَاحِدَةٍ وَخَلَقَ مِنْهَا زَوْجَهَا وَبَثَّ مِنْهُمَا رِجَالًا كَثِيرًا وَنِسَاءً وَاتَّقُوا اللَّهَ الَّذِي تَسَاءَلُونَ بِهِ وَالْأَرْحَامَ إِنَّ اللَّهَ كَانَ عَلَيْكُمْ رَقِيبًا ۝١﴾ [النساء:1]
- ﴿مَا قُلْتُ لَهُمْ إِلَّا مَا أَمَرْتَنِي بِهِ أَنِ اعْبُدُوا اللَّهَ رَبِّي وَرَبَّكُمْ وَكُنْتُ عَلَيْهِمْ شَهِيدًا مَا دُمْتُ فِيهِمْ فَلَمَّا تَوَفَّيْتَنِي كُنْتَ أَنْتَ الرَّقِيبَ عَلَيْهِمْ وَأَنْتَ عَلَى كُلِّ شَيْءٍ شَهِيدٌ ۝١١٧﴾ [المائدة:117]
- ﴿لَا يَحِلُّ لَكَ النِّسَاءُ مِنْ بَعْدُ وَلَا أَنْ تَبَدَّلَ بِهِنَّ مِنْ أَزْوَاجٍ وَلَوْ أَعْجَبَكَ حُسْنُهُنَّ إِلَّا مَا مَلَكَتْ يَمِينُكَ وَكَانَ اللَّهُ عَلَى كُلِّ شَيْءٍ رَقِيبًا ۝٥٢﴾ [الأحزاب:52]

## الأقوال في معناه
- قال الحليمي[3]:«الرقيب: هو الذي لا يغفل عما خلق فيلحقه نقصٌ، أو يدخل خلل من قِبَلِ غفلته عنه»
- قال السعدي: «الرقيب: المطلع على ما أكنته الصدور، القائم على كل نفسٍ بما كسبت، الذي حفظ المخلوقات وأجراها على أحسن نظام وأكمل تدبير»[4]
- وقال ابن الحصار:[5]«الرقيب: المراعي أحوال المرقوب، الحافظ له جملة وتفصيلاً، المحصي لجميع أحواله»
- وقال أبو إسحاق الزجاج:[6]«الرقيب: هو الحافظ الذي لا يغيب عمَّا يحفظه»
- قال الطبري:«﴿وَكَانَ اللَّهُ عَلَى كُلِّ شَيْءٍ رَقِيبًا ۝٥٢﴾ [الأحزاب:52]، يقول : وكان الله على كل شيء : ما أحل لك ، وحرم عليك ، وغير ذلك من الأشياء كلها ، حفيظًا ، لا يعزب عنه علم شيء من ذلك ، ولا يؤوده حفظ ذلك كله»[7]
- جاء في لسان العرب:«في أَسماءِ اللّه تعالى : الرَّقِيبُ , وهو الحافظُ الذي لا يَغيبُ عنه شيءٌ»[8]
- قال الآلوسي[9]:«ناظراً إلى قلوبكم، مطلعاً على ما فيها»
- قال ابن عاشور [10] في تفسير قوله تعالى: ﴿أَفَمَنْ هُوَ قَائِمٌ عَلَى كُلِّ نَفْسٍ بِمَا كَسَبَتْ﴾ [الرعد:33]: «والقائم على الشيء : الرقيب فيشمل الحفظ والإبقاء والإمداد»
- قال ابن القيم:[11]